# Marquesado de Montoro
El marquesado de Montoro es un título nobiliario español creado por la reina regente María Cristina de Habsburgo Lorena y concedido el 8 de enero de 1897, en nombre de Alfonso XIII, a Rafael de Montoro y Valdés, político y escritor cubano.
Solicitada su rehabilitación en 1949, fue rehabilitado en 1981 por Juan Carlos I a favor de Rafael Montoro y de la Torre.
Armas: En campo de oro, una carrasca, de sinople y un toro, de sable, coronado, de plata y atravesado al pie del tronco.

## Marqueses de Montoro
|                                  | Titular                            | Periodo                   |
| Creación por Alfonso XIII        | Creación por Alfonso XIII          | Creación por Alfonso XIII |
| -------------------------------- | ---------------------------------- | ------------------------- |
| I                                | Rafael Montoro y Valdés            | 1897-1933                 |
| Rehabilitación por Juan Carlos I |                                    |                           |
| II                               | Rafael Montoro y de la Torre       | 1981-2010                 |
| III                              | María Victoria Montoro y O’Farrill | 2012-hoy                  |

## Historia de los marqueses de Montoro
- Rafael Montoro y Valdés (La Habana, 23 de octubre de 1852-La Habana, 12 de agosto de 1933), fueron sus padres Cayetano Montoro y Clara y Andrea Avelina Valdés, I marqués de Montoro,[4] político, abogado, historiador, ensayista, crítico literario y escritor cubano, que fue diputado a Cortes por La Habana (1880) y por Puerto Príncipe (1886), secretario de Hacienda de la isla, ministro (cónsul general) de Cuba en Gran Bretaña y después en Alemania, secretario del presidente Mario García Menocal (1913-1921), secretario de Estado (1921-1925) de Alfredo Zayas y Alfonso etc.[5][6]

Casó, el 1 de septiembre de 1880, con Herminia Susana de los Dolores Saladrigas y Lunar, hija del licenciado Carlos Saladrigas y Domínguez, presidente de la Diputación Provincial, y su esposa Cristina Lunar y Tejera. El 25 de septiembre de 1982, previo decreto de rehabilitación del 10 de abril de 1981 (BOE del 14 de julio), le sucedió su nieto:
- Rafael Montoro y de la Torre (La Habana, 14 de octubre de 1918-Miami, 2010), II marqués de Montoro, doctor en medicina, embajador de Cuba en Países Bajos, ministro plenipotenciario en Portugal, Países Bajos e Islandia, Gran Cruz de la Orden de Carlos Manuel de Céspedes (Cuba), de la Orden de Orange-Nassau (Países Bajos) y de la Cruz Roja Cubana, Gran Oficial de la Orden al Mérito (Chile), comendador de la Orden de Carlos Finlay (Cuba), caballero infanzón de Illsecas, delegado del teniente de Hermano Mayor de Illsecas en Estados Unidos, caballero de la Orden de Malta y hospitalario de la misma.[9] Era hijo de Octavio de Montoro y Saladrigas y Elisa González de la Torre y Soublette.[10]

1. Casó con Albertina O’Farrill y González de la Campa (La Habana, 1921-Miami, 2016), hija de Alberto O’Farrill y Alvárez y Armantina González de la Campa y Caraveda.
2. Casó, en Miami el 14 de enero de 1989, con Marianne Croker y Bennet.[9]

El 16 de febrero de 2012, previa orden del 26 de enero del mismo año para que se expida la correspondiente carta de sucesión (BOE del 9 de febrero), le sucedió su primogénita:
- María Victoria Montoro y O’Farrill (n. 22 de enero de 1949), III marquesa de Montoro.[8]

1. Casó con Miguel Brooks,
2. Casó con Hugo Zamorano y Veaz.[9]

Son sus hijos: Diana Brooks Montoro, Hugo y Nicolás Zamorano Montoro